# Inon Zur
Inon Zur är en israelisk spel-, film och TV-seriekompositör. Bland hans mest kända verk inom spel kan nämnas musiken till spelserierna Fallout, Starfield, Dragonage och Baldursgate II. Han har därtill gjort musik till filmer som Kingdom of Heaven, Harry Potter och Fenixorden, X-Men Origins: Wolverine samt Hobbit. Han är mångfaldigt prisbelönt bland annat för sin musik till Dragonage: Origins. Zurs influenser är bland annat John Williams, Ludwig van Beethoven och Jerry Goldsmith. Han har även influerats av jazzmusiker som Geroge Gershwin och Henry McFeeny.